# Fun'ya no Watamaro
Fun'ya no Watamaro o secondo la pronuncia moderna Bun'ya no Watamaro (文室綿麻呂?) (765 – 6 giugno 823) è stato un militare giapponese.
Discendente dell'Imperatore Tenmu, e divenuto confidente dell'Imperatore Heizei, fu il terzo generale nella storia del Giappone a ricevere il titolo di Seii Taishōgun, alla morte di Sakanoue no Tamuramaro nell'813. Come shōgun stabilizzò le conquiste di Tamuramaro, pacificando i territori occupati dalle popolazioni barbare emishi.